# 모리셔스고삼림낮도마뱀붙이
모리셔스 업랜드 포레스트 데이 게코(Mauritius upland forest day gecko)라 불리는 모리셔스고삼림낮도마뱀붙이(Phelsuma rosagularis)는 주행성 도마뱀붙이류의 일종이다.
모리셔스고삼림은 모리셔스 고지대 삼림에 분포하며 보통 큰 나무에 서식한다. 모리셔스고삼림은 곤충과 꽃꿀을 먹는다.

## 형태
이 녀석은 낮도마뱀붙이속 중에서는 중형으로 취급도니다. 수컷은 꼬리까지 최대 15.5 cm에 달하며, 암컷은 9-13 cm까지 자란다. 모리셔스고삼림의 몸뚱이는 짧고 작다. 등은 모리셔스저삼림보다 밝은 녹색을 띈다. 등과 꼬리에는 불규칙한 형태의 밝은 주황색 줄무늬, 점무늬가 나있으며, 꼬리의 끝부분은 파란색을 띄기도 한다. 배는 회백색이다. 턱에는 모리셔스저삼림처럼 V자 줄무늬가 나있지는 않고, 분홍색 혹은 산화철의 색깔을 띈다.  아성체는 회갈색 바탕에 작은 흰색 점박이 무늬가 나있고, 6개월 후에 색깔이 변하기 시작한다. 12-15 개월 후에는 성체의 모습을 갖춘다.

## 분포
모리셔스고삼림은 모리셔스의 고지대 삼림에 서식한다. 그 중에서도 마카비(Macchabée), 레마(Les Mares), 밤부산(Montagnes Bambous)의 산림, 브리스페(Brise Fer) 지역에서만 발견된다.
모리셔스고삼림은 큰 토착종 나무를 선호하며, 이차림에서는 거의 보이지 않는다. 나무줄기 높은 곳에서 햇볕을 쬐곤 한다.

## 습성
모리셔스고삼림은 다양한 곤충 따위의 무척추동물을 잡아먹고, 부드럽고 달콤한 과일, 꽃가루, 꽃꿀도 먹는다.
모리셔스고삼림은 상당히 겁이 많은데, 야생에서는 다양한 새들이 잡아먹으려 들기 때문이다.
번식기는 3월에서 9월 첫째 주에 이른다. 암컷은 번식기에 여섯 번까지 산란한다. 새끼는 60-90 일 후에 부화하며, 신생아는 꼬리까지 36-40 mm에 이른다. 신생아는 18-20 개월 후에 성숙할 것이다.

## 사육
모리타니저삼림은 식물이 잘 심겨진 테라리움에서 쌍으로 키워야 하다. 온도는 낮에는 29–32 °C, 밤에는 20 °C, 습도는 60-70 %를 유지해야 한다. 사육 시에는 귀뚜라미, 시판 과일 사료, 벌집나방(:en:wax moth) 애벌레, 초파리, 밀웜, 집파리를 먹일 수 있다.